# 第二大任駅
第二大任駅（だいにおおとうえき）は、かつて福岡県田川郡大任町大行事にあった、日本国有鉄道（国鉄）日田彦山線の貨物駅（廃駅）である。貨物支線の廃線に伴い、1970年（昭和45年）2月1日に廃駅となった。
当駅の廃止後、豊前川崎 - 当駅間の路盤の大半が油須原線（未成線）に転用された。

## 歴史
- 1906年（明治39年）1月12日：九州鉄道により開業[1]。
- 1907年（明治40年）7月1日：九州鉄道国有化[1]。
- 1970年（昭和45年）2月1日：貨物支線の廃線に伴い廃止[1]。

## 隣の駅
日本国有鉄道
日田彦山線（貨物支線）
豊前川崎駅 - 第二大任駅